# Toshimitsu Asai
Toshimitsu Asai (født 4. april 1983) er en japansk professionel fodboldspiller.
Han har spillet for flere forskellige klubber i sin karriere, herunder Sagan Tosu og Blaublitz Akita.